# Rhys Gabe

a Compétitions nationales et continentales officielles uniquement.

b Matchs officiels uniquement.
Rhys Thomas Gabe, né le 22 juin 1880 à Llangennech et mort le 15 septembre 1967 à Cardiff, est un joueur international gallois de rugby à XV, évoluant au poste de centre pour le pays de Galles. Il dispute la tournée de 1904 aux antipodes avec les Lions britanniques.

## Carrière
Rhys Gabe commence à jouer au rugby à XV avec le Llanelli RFC en 1897. En 1901 il part étudier à londres et joue pour les London Welsh. Il obtient un poste de professeur de mathématiques à Cardiff et il joue pour Cardiff RFC où il forme une redoutable paire de centres avec Gwyn Nicholls tant en club qu'en équipe nationale. Il est le capitaine de Cardiff en 1907-1908 et il inscrit 51 essais pour le club en 115 matches.
Il honore sa première sélection le 16 mars 1901, contre l'Irlande au poste d'ailier gauche, et sa dernière contre la France le 2 mars 1908. Il fait partie de l'équipe victorieuse des All Blacks (3-0) à Cardiff. Il joue au total 24 matchs. Il fait partie de l'équipe victorieuse de la Triple couronne en 1902. Il gagne le tournoi en 1905 et en 1908. Rhys Gabe joue également quatre test matchs avec les Lions britanniques, en 1904 en Australie et en Nouvelle-Zélande.

## Palmarès
- 24 sélections pour le pays de Galles entre 1901 et 1908.
- Onze essais en équipe nationale.
- Quatre sélections avec les Lions en 1904.
- Un essai avec les Lions.
- Triple Couronne en 1902.